# شهرستان کیووا (کانزاس)
شهرستان کیووا، کانزاس (به انگلیسی: Kiowa County, Kansas) یک سکونتگاه مسکونی در ایالات متحده آمریکا است که در کانزاس واقع شده‌است.